# Wisielec (gra)

Fragment przykładowej rozgrywki

Wisielec (również szubienica, powieszony) – gra towarzyska, zazwyczaj dla dwóch osób, polegająca na odgadywaniu słów. Do gry potrzebna jest kartka i ołówek.

## Zasady gry
Pierwszy gracz wymyśla słowo, ujawniając na przykład za pomocą poziomych kresek liczbę tworzących je liter. Drugi z graczy stara się odgadnąć litery słowa. Za każdym razem, gdy mu się to uda, pierwszy gracz wstawia literę w odpowiednie miejsce; w przeciwnym wypadku rysuje element symbolicznej szubienicy i wiszącego na niej ludzika. Jeżeli pierwszy gracz narysuje kompletnego „wisielca” zanim drugi odgadnie słowo, wówczas wygrywa. W zależności od wcześniej ustalonego stopnia skomplikowania rysunku „wisielca” (liczba elementów potrzebna do jego narysowania), gra pozwala na mniej lub więcej pomyłek odgadującego.